# Tây Bắc

Localizzazione del Tây Bắc in Vietnam

Tây Bắc (in vietnamita "nord-ovest", precisamente Tây Bắc Bộ o Vùng Tây Bắc, "regione nord occidentale") è una delle regioni del Vietnam, situata nella zona montuosa nord-occidentale del paese.

## Province
Questa regione si suddivide in quattro province: Điện Biên, Lai Châu, Sơn La, e Hòa Bình.